# Green-Funktion (Stochastik)
Die Green-Funktion ist eine reellwertige Funktion in dem mathematischen Teilgebiet der Stochastik. Sie ist ein Hilfsmittel für die Untersuchung von Markow-Ketten, einer speziellen Klasse von stochastischen Prozessen. Insbesondere lässt sich mit ihr untersuchen, ob und wie oft eine Markow-Kette zu ihrem Startpunkt zurückkehrt (Rekurrenz).

## Definition
Gegeben sei eine Markow-Kette {\displaystyle (X_{n})_{n\in \mathbb {N} _{0}}} mit höchstens abzählbarem Zustandsraum. Dann ist
{\displaystyle B(y):=\sum _{n=0}^{\infty }\mathbf {1} _{\{X_{n}=y\}}}
die Anzahl der Besuche in {\displaystyle y}, inklusive möglicher Besuche zum Zeitpunkt null. Hierbei bezeichnet {\displaystyle \mathbf {1} _{A}} die charakteristische Funktion auf der Menge {\displaystyle A}.
Dann heißt
{\displaystyle G(x,y):=\operatorname {E} _{x}(B(y))=\sum _{n=0}^{\infty }p^{n}(x,y)}
die Green-Funktion von {\displaystyle X}.
Dabei bezeichnet {\displaystyle \operatorname {E} _{x}} den Erwartungswert, wenn die Markow-Kette in {\displaystyle X_{0}=x}, also mit einer Startverteilung {\displaystyle P_{x}} startet, so dass {\displaystyle P_{x}(X_{0}=x)=1} ist. Außerdem bezeichnet {\displaystyle p^{n}(x,y)} die Wahrscheinlichkeit, beim Start in {\displaystyle x} nach {\displaystyle n} Zeitschritten in {\displaystyle y} zu sein.

## Eigenschaften
Anschaulich entspricht der Wert der Green-Funktion der erwarteten Anzahl der Besuche in {\displaystyle y} bei Start in {\displaystyle x}.
Betrachtet man die Wahrscheinlichkeit, jemals von {\displaystyle x} nach {\displaystyle y} zu gelangen, formal
{\displaystyle F(x,y):=P_{x}(\{{\text{es gibt ein }}n\geq 1,{\text{ so dass }}X_{n}=y{\text{ ist }}\})},
so erhält man für die Green-Funktion die Identität 
{\displaystyle G(x,y)=F(x,y)G(y,y)+\mathbf {1} _{x=y}}
sowie die alternative Darstellung
{\displaystyle G(x,y)={\begin{cases}{\frac {1}{1-F(y,y)}}&{\text{ falls }}x=y\\{\frac {F(x,y)}{1-F(y,y)}}&{\text{ falls }}x\neq y\end{cases}}}.
Da aber per Definition der Zustand {\displaystyle x} rekurrent ist, wenn {\displaystyle F(x,x)=1} ist, ist ein (nichtabsorbierender Zustand) {\displaystyle x} genau dann rekurrent, wenn {\displaystyle G(x,x)=+\infty } gilt.

## Anwendungsbeispiel: Rekurrenz der einfachen Irrfahrt
Als Anwendungsbeispiel sei die einfache Irrfahrt auf {\displaystyle \mathbb {Z} } mit Start im Nullpunkt gegeben. Sie wird durch die Startverteilung {\displaystyle P_{0}}, die durch {\displaystyle P_{0}(X_{0}=0)=1} gegeben ist, und die Übergangswahrscheinlichkeiten
{\displaystyle P_{0}(X_{n+1}=i|X_{n}=j)={\begin{cases}p&{\text{ falls }}i=j+1\\1-p&{\text{ falls }}i=j-1,\\0&{\text{sonst}}\end{cases}}}
beschrieben. Aufgrund der Periodizität ist eine Rückkehr zum Nullpunkt an ungeraden Zeitpunkten unmöglich. An geraden Zeitpunkten ist eine Rückkehr genau dann möglich, wenn dieselbe Anzahl an Schritten nach links wie auch nach rechts gemacht wurde. Da außerdem die einzelnen Übergangswahrscheinlichkeiten der Bernoulli-Verteilung gehorchen und deren Summe somit der Binomial-Verteilung, gilt
{\displaystyle p^{2n}(0,0)={\binom {2n}{n}}p^{n}(1-p)^{n}}
und somit für die Green-Funktion
{\displaystyle G(0,0)=\sum _{n=0}^{\infty }{\binom {2n}{n}}p^{n}(1-p)^{n}=\sum _{n=0}^{\infty }{\binom {2n}{n}}4^{-n}(4p(1-p))^{n}}
Unter Verwendung der Identität
{\displaystyle \sum _{n=0}^{\infty }{\binom {2n}{n}}4^{-n}x^{n}={\frac {1}{\sqrt {1-x}}}}
folgt dann für die Green-Funktion die Darstellung
{\displaystyle G(0,0)={\begin{cases}\infty &{\text{ falls }}p={\tfrac {1}{2}}\\{\frac {1}{|2p-1|}}&{\text{ sonst }}\end{cases}}}.
Somit ist die Irrfahrt auf {\displaystyle \mathbb {Z} } genau dann rekurrent, wenn sie symmetrisch ist, also {\displaystyle p={\tfrac {1}{2}}} gilt.